# Австралазия на летних Олимпийских играх 1912
В связи с тем, что Олимпийская ассоциация Новой Зеландии была образована только в 1911 году, и к 1912 году ещё не была признана МОК, на летних Олимпийских играх 1912 года спортсмены Новой Зеландии выступали единой командой со спортсменами Австралии. Эта объединённая команда выступала как команда Австралазии, и завоевала семь олимпийских медалей.
| Медаль  | Спортсмен | Вид спорта | Дисциплина                               |
| ------- | --- | ---------- | ---------------------------------------- |
| Золото  | Фанни Дюрек (Австралия)                                                                                         | Плавание   | Женщины, 100 м вольным стилем            |
| Золото  | Лесли Бордмэн (Австралия) Малькольм Чэмпион (Новая Зеландия) Сесил Хили (Австралия) Харольд Хардвик (Австралия) | Плавание   | Мужчины, эстафета 4×200 м вольным стилем |
| Серебро | Сесил Хили (Австралия)                                                                                          | Плавание   | Мужчины, 100 м вольным стилем            |
| Серебро | Вильгельмина Уайли (Австралия)                                                                                  | Плавание   | Женщины, 100 м вольным стилем            |
| Бронза  | Харольд Хардвик (Австралия)                                                                                     | Плавание   | Мужчины, 400 м вольным стилем            |
| Бронза  | Харольд Хардвик (Австралия)                                                                                     | Плавание   | Мужчины, 1500 м вольным стилем           |
| Бронза  | Энтони Уайлдинг (Новая Зеландия)                                                                                | Теннис     | Мужчины, одиночный разряд, в помещении   |

## Состав сборной
Академическая гребля
1. Роджер Фитцгардинж
2. Саймон Фрейзер
3. Сесил Маквилли
4. Сидней Миддлтон
5. Томас Паркер
6. Джон Райри
7. Гарри Росс-Соден
8. Хью Уорд
9. Роберт Уэйли
10. Генри Хауэнштайн

 Лёгкая атлетика
1. Уильям Мюррей
2. Стюарт Поултер
3. Клод Росс
4. Уильям Стюарт
5. Джордж Хилл

 Плавание
1. Лесли Бордмэн
2. Билл Лонгворт
3. Тео Тартаковер
4. Харольд Хардвик
5. Сесил Хили
6. Малькольм Чэмпион
7. Френсис Шривер
8. Фанни Дюрек
9. Вильгельмина Уайли

 Теннис
1. Энтони Уайлдинг

## Результаты соревнований

### Академическая гребля
Олимпийские соревнования по академической гребле проходили с 17 по 19 июля в центре Стокгольма в заливе Юргоргдсбруннсвикен. В каждом заезде стартовали две лодки. Победитель заезда проходил в следующий раунд, а проигравшие завершали борьбу за медали. Экипажи, уступавшие в полуфинале, становились обладателями бронзовых наград.
Мужчины
| Соревнование | Спортсмены     | Первый раунд         | Четвертьфинал        | Полуфинал            | Финал                | Место                |
| Соревнование | Спортсмены     | Соперник / Результат | Соперник / Результат | Соперник / Результат | Соперник / Результат | Место                |
| ------------ | -------------- | -------------------- | -------------------- | -------------------- | -------------------- | -------------------- |
| одиночки     | Сесил Маквилли | GERМ. Штанке П DSQ   | завершил выступление | завершил выступление | завершил выступление | завершил выступление |